# (1214) Richilde
Pour les articles homonymes, voir Richilde.
(1214) Richilde est un astéroïde de la ceinture principale découvert le 1er janvier 1932 par l'astronome allemand Max Wolf.

## Historique
Le lieu de découverte, par l'astronome allemand Max Wolf, est Königstuhl.
Sa désignation provisoire, lors de sa découverte le 1er janvier 1932, était 1932 AA.

## Caractéristiques
Sa distance minimale d'intersection de l'orbite terrestre est de 1,379 520 ua.